# Joseph Rütten

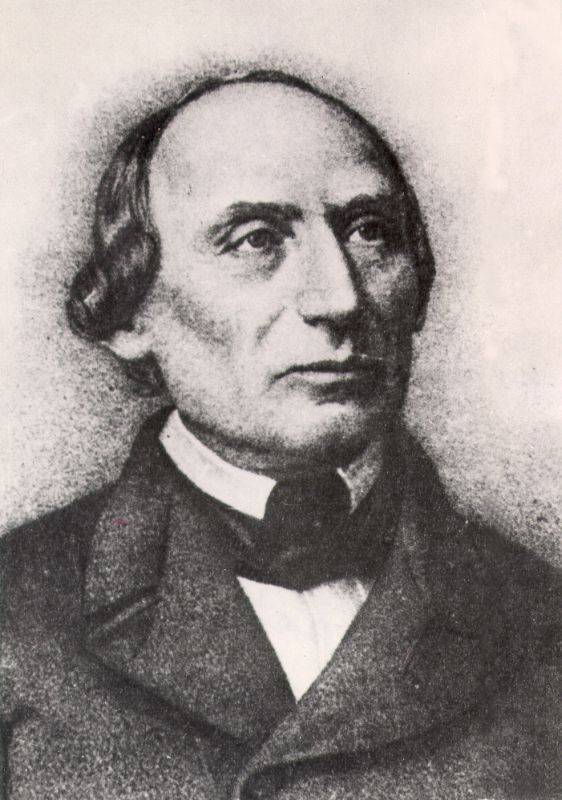
Joseph Rütten. Lithografie um 1850

Joseph Rütten (bis 1. September 1842 Jacob Beer Rindskopf) (* 22. Dezember 1805 in Frankfurt am Main; † 19. Juni 1878 ebenda) war ein deutscher Verleger.

## Leben
Jacob Beer Rindskopf war der Sohn des Bankiers Jekel (Jacob) Beer Rindskopf (* 1770; † 1842) und der Jette, geb. Wohl, und wurde im Haus Rindskopf in der Frankfurter Judengasse geboren. Er war bei seinem Vater im Handel zur Ausbildung und wurde am 12. Mai 1842 zum „israelitischen Bürgereid“ zugelassen. Am 8. April 1834 stellte er den Antrag, seinen Namen ändern zu dürfen, der 1842 positiv beschieden wurde.
Am 1. Juli 1844 gründete er gemeinsam mit Zacharias Loewenthal die Literarische Anstalt (J. Rütten), aus der am 26. April 1859 der Verlag Rütten & Loening hervorgehen sollte. Ein erster großer Erfolg des neuen Verlages war Heinrich Hoffmanns Struwwelpeter (1845). Im gleichen Jahr verlegte er auch das erste gemeinsame Buch von Karl Marx und Friedrich Engels, Die heilige Familie. Weitere wichtige Werke waren Börnes Werke und die Gesamtausgabe der Werke von Karl Gutzkow.
Rütten war Mitglied der Frankfurter gesetzgebenden Körperschaft (1858 bis 1866), des „51er Kollegs“, der Frankfurter Handelskammer, der israelitischen Schulverwaltung und Vorstandsmitglied der israelitischen Gemeinde Frankfurt am Main sowie des Schulrates des Philanthropin.
Am 21. Juni 1878 wurde er auf dem jüdischen Friedhof Rat-Beil-Straße, Block IV., beerdigt.

## Archivalien und Briefe
- Joseph Rütten an Berthold Auerbach, 28. Oktober 1854, Deutsches Literaturarchiv Marbach, Handschriftenabteilung Signatur: Auerbach
- Joseph Rütten an Julius Campe. Fünf Briefe, 1861, Heinrich-Heine-Institut, Düsseldorf. Signatur: Nachlass Campe
- Joseph Rütten an Lorenz Diefenbach, 3. Mai 1871, Universitätsbibliothek Gießen. Signatur: Nachlass Diefenbach
- Joseph Rütten an Karl Gutzkow, 28. Oktober 1854, Universitätsbibliothek Johann Christian Senckenberg, Frankfurt a. M. Signatur: Nachlaß Gutzkow A 2 II
- Joseph Rütten an Heinrich Hotop. Drei Briefe, 1861, Heinrich-Heine-Institut, Düsseldorf. Signatur: Nachlass Campe
- Joseph Rütten und Zacharias Loewenthal an Karl Marx, 3. Dezember 1844[8][9]
- Julius Campe an Joseph Rütten. Drei Briefabschriften, 1861, Heinrich-Heine-Institut, Düsseldorf. Signatur: Nachlass Campe, Briefe: Rütten & Löning
- Lorenz Oken an Joseph Rütten. Ein Brief vom 2. November 1843, Staatsbibliothek Berlin, Handschriftenabteilung. Signatur: Sammlung Darmstaedter Lc 1809: Oken, Lorenz
- Institut für Stadtgeschichte, Frankfurt a. M. Signatur: Sammlung Personengeschichte S2: 1.230